# Sinopanax formosanus
Sinopanax formosanus är en araliaväxtart som först beskrevs av Bunzo Hayata, och fick sitt nu gällande namn av Hui Lin Li. Sinopanax formosanus ingår i släktet Sinopanax och familjen araliaväxter. Inga underarter finns listade.